# Andor (televíziós sorozat)
Az Andor vagy Andor: Egy Star Wars-történet (eredeti cím: Andor: A Star Wars Story) 2022-ben bemutatott amerikai kalandsorozat, amit Tony Gilroy alkotott. A Csillagok háborúja világában játszódik. Főbb szerepekben Diego Luna (mint a címszereplő, Andor), Genevieve O’Reilly, Stellan Skarsgård, Adria Arjona, Fiona Shaw, Denise Gough és Kyle Soller látható. A sorozat a Zsivány Egyes – Egy Star Wars-történet (2016) előzménye és a Star Wars: Lázadók című sorozattal párhuzamosan játszódik.
Amerikában és Magyarországon is 2022. szeptember 21-én került bemutatásra a Disney+-on.

## Ismertető
A sorozat a lázadó kémet, Cassian Andort követi nyomon öt évvel a Zsivány Egyes eseményei előtt.

## Szereplők

### Főszereplők
| Szerep                | Színész                   | Magyar hang         | Leírás | Évad |
| --------------------- | ------------------------- | ------------------- | --- | ---- |
| Cassian Andor / Kassa | Diego Luna                | Markovics Tamás     | Tolvaj, akinek szülőbolygóját, a Kenarit a Galaktikus Birodalom lakhatatlanná tette. | 1-2  |
| Cassian Andor / Kassa | Antonio Viña (fiatalon)   | Eredeti hang        | Tolvaj, akinek szülőbolygóját, a Kenarit a Galaktikus Birodalom lakhatatlanná tette. | 1-2  |
| Luthen „Lear” Rael    | Stellan Skarsgård         | Máté Gábor          | Az alakuló lázadás egyik kulcsszereplője, akinek valódi kiléte ismeretlen, de a Birodalmi ügynökök „Tengely”-ként emlegetik. Bix rejtélyes ismerőse a lopott felszerelések eladásával kapcsolatban, és ő bérli fel Cassiant az első lázadói küldetésére. Luthen a nyilvánosság előtt excentrikus Coruscant-i régiségkereskedőnek adja ki magát. | 1-2  |
| Mon Mothma            | Genevieve O’Reilly        | Bertalan Ágnes      | A Chandrila gazdag magvilágát képviselő Birodalmi szenátor, aki megpróbál eligazodni a Birodalom politikájában, miközben titokban a családi vagyonából segíti a kezdődő lázadás finanszírozását. | 1-2  |
| Bix Caleen            | Adria Arjona              | Csuha Borbála       | Szerelő és feketepiaci kereskedő, Cassian szövetségese és közeli barátja, és korábban romantikus kapcsolatban állt vele. Cassian távollétében ő gondoskodot Maarváról. | 1-2  |
| Syril Karn            | Kyle Soller               | Ágoston Péter       | A Preox-Morlanai (röviden: Pre-Mor) hatóság felügyelőhelyettese, akinek szándékában áll elfogni Cassian-t, miután megölt két Preox-Morlanai biztonsági alkalmazottat. | 1-2  |
| Dedra Meero           | Denise Gough              | Ligeti Kovács Judit | A Birodalmi Biztonsági Iroda (röviden: BBI) ambiciózus és stratégiai felügyelője, akinek feladata a „Tengely” kódnevű lázadóvezér levadászása és likvidálása. Később Syril-lel kerül viszonyban. | 1-2  |
| Maarva Andor          | Fiona Shaw                | Menszátor Magdolna  | Cassian nevelőanyja, aki Clemmel együtt megmentette őt a Kenari bolygón. | 1    |
| Vel Sartha            | Faye Marsay               | Bognár Anna         | A Lázadók vezetője az Aldhani bolygón, valamint Mon Mothma unokatestvére. | 1-2  |
| Cinta Kaz             | Varada Sethu              | Kuna Kata           | Lázadó és a csapat orvosa és gyógyítója az Aldhani bolygón, aki korábban elvesztette a családját a Birodalmi megszállás miatt. | 1-2  |
| Kleya Marki           | Elizabeth Dulau           | Faluvégi Fanni      | Luthen régiségbolt-beli asszisztense és jobbkeze, aki a lázadás körének fontos tagja, és titkos kommunikációs feladatokat lát el számára. | 1-2  |
| Kleya Marki           | April V. Woods (fiatalon) | Blazsó Regina       | Luthen régiségbolt-beli asszisztense és jobbkeze, aki a lázadás körének fontos tagja, és titkos kommunikációs feladatokat lát el számára. | 1-2  |
| Orson Krennic         | Ben Mendelsohn            | Csankó Zoltán       | A Birodalmi hadsereg fejlett fegyverek kutatásának igazgatója, és a Csillagpor projekt, azaz a Halálcsillag munkálatainak vezetője. | 2    |
| Bail Organa           | Benjamin Bratt            | Sörös Sándor        | Az Alderaan bolygót képviselő birodalmi szenátor és Leia Organa nevelőapja. | 2    |
| K-2SO                 | Alan Tudyk                | Vincze Gábor Péter  | Korábbi Birodalmi végrehajtó droid, akit átprogramozták, hogy a Lázadást szolgálja. Története a kánonban még egyszer el van mesélve a Cassian & K-2SO című képregénybe, csak másképpen. | 2    |

### Mellékszereplők
| Szereplő         | Színész               | Magyar hang                                  | Leírás | Évad |
| ---------------- | --------------------- | -------------------------------------------- | --- | ---- |
| Brasso           | Joplin Sibtain        | Papp Dániel                                  | Cassian munkatársa és barátja. | 1-2  |
| Timm Karlo       | James McArdle         | Rada Bálint                                  | Bix munkatársa és szerelme. | 1    |
| Hyne főfelügyelő | Rupert Vansittart     | Forgács Gábor                                | Syril Preox-Morlanai felettese. | 1    |
| Linus Mosk       | Alex Ferns            | Forgács Péter                                | A Preox-Morlanai hatóság őrmestere. | 1    |
| Clem Andor       | Gary Beadle           | Mihályi Győző                                | Maarva férje és Cassian nevelőapja. Cassian az ő nevét használja álnévként. | 1    |
| Eedy Karn        | Kathryn Hunter        | Halász Aranka                                | Syril anyja. | 1-2  |
| Perrin Fertha    | Alastair Mackenzie    | Lux Ádám                                     | Mon Mothma férje, aki nem tud a Birodalmi ellenes tevékenységéről. | 1-2  |
| Lio Partagaz     | Anton Lesser          | Beratin Gábor                                | A Birodalmi Biztonsági Irodát vezető tisztje. | 1-2  |
| Karis Nemik      | Alex Lawther          | Baráth István                                | Idealista Lázadó az Aldhani bolygón, aki egy Birodalom-ellenes kiáltványt ír. | 1-2  |
| Gorn hadnagy     | Sule Rimi             | Sótonyi Gábor                                | Birodalmi tiszt az Aldhani bolygón, aki titokban Vel lázadó csapatának tagja. | 1    |
| Arvel Skeen      | Ebon Moss-Bachrach    | Tokaji Csaba                                 | Titokzatos lázadó az Aldhani bolygón. | 1    |
| Taramyn Barcona  | Gershwyn Eustache Jnr | Maday Gábor                                  | Lázadó az Aldhani bolygón, aki korábban rohamosztagos volt. | 1    |
| Jayhold Beehaz   | Stanley Townsend      | Hirtling István                              | Gorn Birodalmi felettese az Aldhani bolygón. | 1    |
| Davits Draven    | Alistair Petrie       | Hirtling István                              | Lázadó vezető a Yavin 4 holdon. | 2    |
| Tay Kolma        | Ben Miles             | Haagen Imre                                  | Bankár és Mon gyerekkori barátja, akitől segítséget kér. | 1-2  |
| Kino Loy         | Andy Serkis           | Both András                                  | A Narkina 5 hold Birodalmi gyárának rabja és szintfelelőse. | 1    |
| Ruescott Melshi  | Duncan Pow            | Oroszi Tamás                                 | Munkás rab a Birodalmi gyárban a Narkina 5 holdon, aki később Cassian mellett csatlakozik a Lázadók Szövetségéhez. | 1-2  |
| Saw Gerrera      | Forest Whitaker       | Kerekes József                               | A klónok háborújának veteránja és a Partizán nevű militáns felkelőcsoportnak a vezetője. | 1-2  |
| Davo Sculdun     | Richard Dillane       | Jakab Csaba (1. évad) Schnell Ádám (2. évad) | Kétes hátterű üzletember. | 1-2  |
| Wilmon Paak      | Muhannad Bhaier       | Szabó Andor                                  | Fiatal Ferrix-i lakos, aki apja, Salman mellett dolgozott a Repaak Salyardban, és végül csatlakozik a kialakulóban lévő lázadáshoz, miután Salman a Birodalom keze által meghalt.                                              | 1-2  |
| Gerdis           | Sam Gilroy            | Kékesi Gábor                                 | Maya Pei Lázadó brigád tagjai a Yavin 4 holdon. | 2    |
| Bardi            | Benjamin Norris       | Kerek Dávid                                  | Maya Pei Lázadó brigád tagjai a Yavin 4 holdon. | 2    |
| Lonni Jung       | Robert Emms           | Majorfalvi Bálint                            | A Birodalmi Biztonsági Iroda egyik felügyelője, aki titokban lázadó informátor, és Luthen-nak jelent. | 1-2  |
| Heert felügyelő  | Jacob James Beswick   | Dénes Viktor                                 | Dedra Meero asszisztense. Később előléptették BBI-felügyelővé, és Partagaz őrnagy megbízta, hogy vegye át a „Tengely” elleni nyomozást.                                                                                        | 1-2  |
| Carro Rylanz     | Richard Sammel        | Trokán Péter                                 | Egy Ghormani választott tisztségviselő és a Ghorman Front néven alakuló lázadó csoport vezetője. | 2    |
| Lezine           | Thierry Godard        | TBA                                          | A Ghorman Front egyik tagja, aki nyíltan kritizálja a Galaktikus Birodalomnak a Ghorman bolygó megszállását. | 2    |
| Kaido százados   | Jonjo O’Neil          | Barát Attila                                 | A Birodalmi hadsereg egyik tisztje, aki krízisszakértő volt. Ghormanbe vezényelték, hogy felügyelje a Ghormani projekt taktikai végrehajtását, és felbujtotta a helyi lakosságot, hogy a birodalmi válaszlépéseket indokolják. | 2    |

### További szereplők
| Szereplő           | Színész                                                    | Magyar hang             | Leírás | Évad |
| ------------------ | ---------------------------------------------------------- | ----------------------- | --- | ---- |
| B2EMO              | Dave Chapman (hangja)                                      | Szatmári Attila         | Maarva droidja.                                                                                               | 1-2  |
| Kerri              | Belle Swarc                                                | Eredeti hang            | Cassian húga.                                                                                                 | 1-2  |
| Leida              | Bronte Carmicheal                                          | Engel-Iván Lili         | Mon és Perrin lánya.                                                                                          | 1-2  |
| Fondor Droid Mod   | TBA                                                        | Láng Balázs             | Luthen hajójába épített mesterséges inteligencia.                                                             | 1-2  |
| Exmar Kloris       | Lee Ross                                                   | Orosz Gergely           | Mon sofőrje és a BBI kémje.                                                                                   | 1-2  |
| Blevin felügyelő   | Ben Bailey Smith                                           | Posta Victor            | A Birodalmi Biztonsági Iroda egyik felügyelője.                                                               | 1    |
| Wullf Yularen      | Malcolm Sinclair                                           | Borbiczki Ferenc        | Birodalmi ezredes és a Birodalmi Biztonsági Iroda igazgatója.                                                 | 1    |
| Lagret felügyelő   | Michael Jenn                                               | Albert Gábor            | A Birodalmi Biztonsági Iroda egyik felügyelője.                                                               | 1-2  |
| Salman Paak        | Abhin Galeya                                               | Szrna Krisztián         | Egy bontóüzlet üzemeltetője a Ferrixen. Wilmon apja.                                                          | 1    |
| Kravas Dreezer     | Lee Boardman                                               | Németh Gábor            | Két Preox-Morlanai biztonsági alkalmazott, akiket Cassian megöl, miután kiakarták rabolni.                    | 1    |
| Verlo Skiff        | Stephen Wight                                              | Pásztor Tibor           | Két Preox-Morlanai biztonsági alkalmazott, akiket Cassian megöl, miután kiakarták rabolni.                    | 1    |
| Radaroperátor      | Peter Bankolé                                              | Hám Bertalan            | Preox-Morlanai alkalmazott.                                                                                   | 1    |
| Pegla              | Kieran O’Brien                                             | Megyeri János           | Biztonsági őr egy csillaghajó-telepen a Ferrix bolygón.                                                       | 1    |
| Nurchi             | Raymond Anum                                               | Penke Bence             | Szemétkereskedő, és szabadúszó gyűjtő a Ferrixen.                                                             | 1    |
| Vetch              | Ian Whyte                                                  | Orbán Gábor             | Urodel fajú lény, akit Nurchi az emberek megfélemlítésére használt.                                           | 1    |
| Xanwan             | Zubin Varla                                                | Egressy Tamás           | Szállítmányozási vállalkozó a Ferrixen.                                                                       | 1    |
| Jezzi              | Pamela Nomvete                                             | Téglás Judit            | Ferrix Leányainak egyik tagja.                                                                                | 1    |
| Willi              | Ron Cook                                                   | Csuha Lajos             | Beszédes ember egy Ferrix-i űrkompon.                                                                         | 1    |
| Soden Petigar      | Richard Katz                                               | Holl Nándor             | Ezredes. Feladata, hogy kidolgozza az Aldhani bolygó birodalmi megszállásának következő lépéseit.             | 1    |
| Ulaf               | Christopher Fairbank                                       | Bartók László           | Rabok a Narkina 5 holdon.                                                                                     | 1    |
| Ham                | Clemens Schick                                             | Fehérváry Márton        | Rabok a Narkina 5 holdon.                                                                                     | 1    |
| Jemboc             | Brian Bovell                                               | Pál Tamás               | Rabok a Narkina 5 holdon.                                                                                     | 1    |
| Taga               | Tom Reed                                                   | Hamvas Dániel           | Rabok a Narkina 5 holdon.                                                                                     | 1    |
| Xaul               | Josef Davies                                               | Bartucz Attila          | Rabok a Narkina 5 holdon.                                                                                     | 1    |
| Zinska             | Mensah Bediako                                             | Fehér Péter             | Rabok a Narkina 5 holdon.                                                                                     | 1    |
| Rhasiv             | Adrian Rawlins                                             | Kardos Róbert           | Orvos rab a Narkina 5 holdon.                                                                                 | 1    |
| Vanis Tigo         | Wilf Scolding                                              | Juhász Levente          | Százados a Ferrix birodalmi helyőrségén.                                                                      | 1    |
| Merzin Keysax      | Nicholas Moss                                              | Petridisz Hrisztosz     | Hadnagy a Ferrix birodalmi helyőrségén.                                                                       | 1    |
| Corv               | Noof Ousellam                                              | Szabó Máté              | Kísérő Dedra Meero hadnagy felügyelő személyzetében.                                                          | 1    |
| Elk százados       | Roger Barclay                                              | Király Adrián           | Egy Cantwell-osztályú cirkáló hajó századosa.                                                                 | 1    |
| Flob               | Alex Blake                                                 | Dézsy Szabó Gábor       | A Birodalmi Szabványügyi Iroda bürokratikus irattartozási területén dolgozó tisztviselő.                      | 1    |
| Befogadó Felügyelő | Paul McEwan                                                | Juhász Zoltán           | Börtönönőr a Narkina 5 holdon.                                                                                | 1    |
| Bírónő             | Beatie Edney                                               | Farkasinszky Edit       | Bírónő a Niamos-i törvényszéken.                                                                              | 1    |
| Kimzi tizedes      | Nick Blood                                                 | Mesterházy Gyula        | Tizedes, aki kommunikációs tisztként szolgált az Aldhani-szigeti helyőrségén.                                 | 1    |
| Doktor Gorst       | Joshua James                                               | Seder Gábor             | Birodalmi doktor, akinek feladata a foglyok megkínzása információ szerzés céljából.                           | 1-2  |
| Runai Sculdun      | Rosalind Halstead                                          | Sági Tímea              | Davo felesége.                                                                                                | 1-2  |
| Stekan Sculdun     | Finley Glasgow                                             | TBA                     | Davo és Runai fia, és Leida újdonsült férje.                                                                  | 1-2  |
| Erskin Semaj       | Pierro Niel-Mee                                            | Kuttner Bálint Benjámin | Mon Mothma segédje a Galaktikus Szenátusban és lázadó ügyeiben.                                               | 2    |
| Kellen             | Ryan Pope                                                  | Fekete Zoltán           | Farmer a Mina-Rau bolygón.                                                                                    | 2    |
| Beela              | Laura Marcus                                               | Károlyi Lilla Márta     | Kellen és Aneth lánya.                                                                                        | 2    |
| Krole hadnagy      | Alex Waldmann                                              | Bordás János            | Birodalmi tiszt, aki megpróbált bevágni Bix-nek.                                                              | 2    |
| Daysar admirális   | David Westhead                                             | Bácskai János           | A Galaktikus Birodalom hadiflotta ágának tisztje.                                                             | 2    |
| Dasi Oran          | Raphael Roger Levy                                         | Czvetkó Sándor          | A Ghorman bolygó szenátora.                                                                                   | 2    |
| Plutti             | Marc Rissmann                                              | Ficza István            | Saw Gerrera partizánjainak egyik tagja és a Birodalom kémje.                                                  | 2    |
| Enza Rylanz        | Alaïs Lawson                                               | Kardos Eszter           | A Ghorman Front egyik tagja, Carro lánya.                                                                     | 2    |
| Dreena             | Ella Pellegrini                                            | Kereki Anna             | A Ghorman Front egyik tagja, Wilmon barátnője                                                                 | 2    |
| Erő gyógyító       | Josie Walker                                               | Bozó Andrea             | A Lázadók gyógyítója a Yavin 4 holdon.                                                                        | 2    |
| Bloy őrmester      | Tomi May                                                   | Papucsek Vilmos         | Birodalmi őrmester, aki az újonc birodalmi katonák kiképzéséért felelt.                                       | 2    |
| Charval            | Beru Tessema                                               | Lovas Dániel            | Mon Mothma biztonságos kimenekitéséért feleltek volna, a szenátusban elmondott Birodalom elleni beszéde után. | 2    |
| Selko              | Akshay Khanna                                              | Habóczki Máté           | Mon Mothma biztonságos kimenekitéséért feleltek volna, a szenátusban elmondott Birodalom elleni beszéde után. | 2    |
| Beska              | Ana Ularu                                                  | Molnár Gyöngyi          | A Birodalmi Biztonsági Iroda ügynöke a szenátus épületében.                                                   | 2    |
| Karloo             | Nicholas Blane                                             | Kajtár Róbert           | Politikus a birodalmi szenátusban.                                                                            | 2    |
| Gharial            | Andrew Brooke                                              | Sótonyi Gábor           | Őrmester, a Birodalmi Biztonsági Iroda egyik taktikai katonája.                                               | 2    |
| Joydali            | Jonathan Oldfield                                          | Bihal Roland            | A Birodalmi Biztonsági Iroda egyik kísérője.                                                                  | 2    |
| Lepori             | Caoilfhionn Dunne                                          | Szabó Emília            | A Birodalmi Biztonsági Iroda egy Technikusa.                                                                  | 2    |
| Benzi              | Louis Martin                                               | Kádár-Szabó Bence       | Őrmester, a Birodalmi Biztonsági Iroda egyik taktikai ügynöke.                                                | 2    |
| Doktor Recklaw     | Tim Bentinck                                               | Bolla Róbert            | A Lina Soh kórház igazgatója.                                                                                 | 2    |
| Doktor Braider     | Pandora Colin                                              | Solecki Janka           | A Lina Soh kórház egyik orvosa.                                                                               | 2    |
| Tynnra Pamlo       | Sharon Duncan-Brewster                                     | Solecki Janka           | A Lázadó Szövetség szenátorai.                                                                                | 2    |
| Nower Jebel        | Jonathan Aris                                              | Rubold Ödön             | A Lázadó Szövetség szenátorai.                                                                                | 2    |
| Raddus admirális   | Stephen Stanton (hangja) James Henri-Thomas (megformálója) | Papp János              | A Lázadó Szövetség Mon Calamari fajba tartozó admirálisa.                                                     | 2    |

### Magyar változat
- Magyar szöveg: Blahut Viktor
- Hangmérnök: Kránitz Lajos András és Bogdán Gergő (1-4. rész), Salgai Róbert (5. résztől)
- Vágó: Kránitz Bence (1-4. rész), Kránitz Lajos András (5. résztől)
- Gyártásvezető: Bogdán Anikó
- Szinkronrendező: Dobay Brigitta
- Produkciós vezető: Máhr Rita
- Művészeti vezető: Jarek Wojcik

A szinkront az SDI Media Hungary készítette.

## Epizódok
| Évad | Évad | Epizódok | Eredeti sugárzás     | Eredeti sugárzás   | Magyar sugárzás      | Magyar sugárzás    |
| Évad | Évad | Epizódok | Évadpremier          | Évadfinálé         | Évadpremier          | Évadfinálé         |
| ---- | ---- | -------- | -------------------- | ------------------ | -------------------- | ------------------ |
|      | 1    | 12       | 2022. szeptember 21. | 2022. november 23. | 2022. szeptember 21. | 2022. november 23. |
|      | 2    | 12       | 2025. április 22.    | 2025. május 13.    | 2025. április 23.    | 2025. május 14.    |

### 1. évad
| Sor. | Év. | Cím                                          | Rendező        | Író            | Premier                                   |
| --- | --- | -------------------------------------------- | -------------- | -------------- | ----------------------------------------- |
| 1. | 1.  | Kassa (Kassa)                                | Toby Haynes    | Tony Gilroy    | 2022. szeptember 21. 2022. szeptember 21. |
| Öt évvel a Yavini csata előtt, Cassian Andor eltűnt húgát keresi a Morlana Egy ipari bolygón. Nyomozás közben Cassian-t két tisztel került összetűzésbe. Veszekedés alakul ki, aminek következtében Cassian véletlenül megöli az egyik tisztet, a másikat pedig meggyilkolja. A Ferrix bolygón megpróbálja elrejteni érintettségét, és meggyőzi nevelőanyját, Maarvát, annak droidját B2EMO-t és barátját, Brassót, hogy fedezzék őt. Cassian megkéri barátját, Bixet, hogy kapcsolja össze egy feketepiaci vevővel, akinek van egy Starpath egysége, egy birodalmi navigációs technológia értékes darabja. Bix beleegyezik, és felveszi a kapcsolatot a vevővel. Eközben Bix pasija, Timm gyanakszik Andorral. A Birodalmi hatóságoknak szóló jelentésének javítása érdekében a Morlana Egy biztonsági főfelügyelője úgy dönt, hogy ejti a gyilkosságokat. Helyettese, a kötelességtudó Syril Karn azonban elhatározta, hogy megoldja az ügyet. Beazonosítja Cassian hajóját, ami a Ferrix-re vezeti, és megtudja, hogy a szökevény a Kenari bolygóról származik. Egy visszaemlékezésben a fiatal Cassian, akit Kassa néven ismernek, csatlakozik egy csoporthoz, akik elindulnak egy lezuhant hajó felkutatására. Kassa visszautasítja húga erőfeszítéseit, hogy csatlakozzon a kereséshez, és otthagyja őt a törzsi táborukban. |     |                                              |                |                |                                           |
| 2. | 2.  | Tőlem hallották (That Would Be Me)           | Toby Haynes    | Tony Gilroy    | 2022. szeptember 21. 2022. szeptember 21. |
| Timm, aki továbbra is gyanakszik Bix és Cassian kapcsolatára, feljelenti Cassian-t a Pre-Mor hatóság-nak, akik elfogatóparancsot adnak ki ellene. Karn együttműködik Linus Mosk őrmesterrel, egy ugyanolyan kötelességtudó Pre-Mor tiszttel, hogy letartóztassa Cassiant. B2EMO értesíti Cassiant és Maarvát a parancsról. Cassian arra készül, hogy elmeneküljön a bolygóról. Eközben Bix vevője, Luthen Rael a Ferrixre utazik, hogy megszerezze a Starpath egységet. Egy visszaemlékezésben Kassa és törzstársai megtalálják a lezuhant hajót, és kivizsgálják, egy hatalmas, elhagyott ipari szalagbányászati művelet közelében. Amikor a törsz egyik tagját megöli a lezuhant hajó legénységének tagja, a törzs megöli a támadót, és gyorsan elhagyják a becsapódás helyszínét. Kassa hátramarad, hogy felfedezze a hajót. |     |                                              |                |                |                                           |
| 3. | 3.  | Leszámolás (Reckoning)                       | Toby Haynes    | Tony Gilroy    | 2022. szeptember 21. 2022. szeptember 21. |
| Luthen megérkezik a Ferrixre, és egy elhagyott gyárban találkozik Cassiannal. Karn és Mosk is megjelenik egy tucat biztonsági tiszttel. Szembeszállnak Maarvával, aki nem hajlandó együttműködni. A Cassiantöl, B2EMO-nak küldött adást elfogva Karn pontosan meghatározza Cassian helyzetét. Cassian el akarja adni a Starpath egységet és elhagyni Ferrixet. Luthen azonban megpróbálja rávenni, hogy csatlakozzon a Lázadók Szövetségéhez, arra hivatkozva, hogy Cassian ismételten sikerrel lopott és szabotált birodalmi hajókat. Amikor Karn tisztjei lerohanják a gyárat, a két férfi egy speeder hangárba menekül, és lehagyják Karnt. Miután Bix tudomást szerez Timm árulásáról, Cassian segítségére siet, de a tisztek megállítják. Timmet pedig megölik, amikor megpróbál közbeavatkozni. A hajó, amelybe a biztonsági tisztek érkeztek, Brasso szabotálja és megsemmisíti. Luthen és Cassian megszöknek a bolygóról, míg Karn és Mosk evakuálást kér. Egy visszaemlékezésben Maarva és férje, Clem kifürkészik a lezuhant hajót a Kenariban, és megtalálják Kassát. Maarva úgy dönt, hogy magával viszi, féltve a sorsáról, ha a Köztársaság felfedezi. |     |                                              |                |                |                                           |
| 4. | 4.  | Aldhani (Aldhani)                            | Susanna White  | Dan Gilroy     | 2022. szeptember 28. 2022. szeptember 28. |
| Luthen elviszi Cassiant az Aldhani bolygóra, ahol egy rablási küldetésre osztja be. Cassian eleinte vonakodik, de végül beleegyezik az együttműködésbe. Luthen arra kéri, hogy a lázadók között használjon álnevet, mire Cassian a „Clem” nevet választja. Mivel 200 000 kredit fizetséget ígértek neki, Luthen előlegként egy kyberkristályt ad neki, amelyet a munka befejeztével vissza kell szolgáltatnia. Vel, a lázadócsapat vezetője bemutatja őt a csapat többi tagjának (Skeen, Taramyn, Nemik, Cinta, valamint a birodalmi tiszt, Gorn hadnagy), de Luthen részvételét titokban tartja. A csapat elmagyarázza Cassiannak, hogy három nap múlva az Aldhani helyőrségből akarják ellopni egy Birodalmi szektor teljes zsoldját. A menekülésük időzítéséhez kihasználnak egy ritka természeti jelenséget az Aldhani égboltján, „A szemet”, tekintettel arra, hogy szökésük járműve lassú. Közben a Coruscanton Luthen, aki kettős életet él antikváriusként, találkozik Mon Mothma szenátorral, és megvitatják, milyen nehéz titokban tartaniuk a Birodalom elleni tevékenységüket. Syril visszatér, hogy anyjánál, Eedynél éljen Coruscanton, miután Blevin birodalmi felügyelő megrovásban részesítette és elbocsátotta, a Morlana rendszert pedig birodalmi fennhatóság alá helyezték. A BBI hadnagya, Dedra Meero hozzáférést és felhatalmazást kér a ferrixi incidens ügyében, amely a visszaszerzett Starpath-egységgel kapcsolatos, ám Blevin és felettese, Partagaz ellenzi ezt. |     |                                              |                |                |                                           |
| 5. | 5.  | A fejsze felejt (The Axe Forgets)            | Susanna White  | Dan Gilroy     | 2022. október 5. 2022. október 5.         |
| Aldhanin Cassian titkolja múltját a többiek elől, és bizalmatlansággal találkozik, különösen Skeen részéről. Nemik megpróbálja felvilágosítani Cassiant a felkelés eszméiről, miközben Taramyn kiképzi Cassiant és a többieket a rablásra. Gorn hadnagy saját céljaira formálja embereit, hogy segítse a rablást, miközben egyre jobban undorodik attól a tiszteletlenségtől, amit a dhanik felé tanúsítanak. Az őrhely felé tartva Cassian bevallja, hogy zsoldos, miután Skeen erőszakkal felfedezi a kyberkristályt, és Vel küzd, hogy fenntartsa az egységet a feszültség közepette. Coruscanton Syril feszült hangulatban tárgyalja új karrierlehetőségeit Eedyvel. Mon Mothma új jótékonysági alapítványt hoz létre, miközben egyre keserűbb kapcsolatát próbálja kezelni férjével, Perrinnel és lányával, Leidával. Blevin felügyelő lefoglal egy hotelt az új BBI-főhadiszállás számára Ferrixen. Eközben riválisa, Dedra és asszisztense, Heert arra a következtetésre jutnak, hogy a lázadók összehangolt rablássorozatot hajtanak végre birodalmi javak ellen. Luthen feszült várakozással figyeli Vel csoportjának üzenetét, miközben asszisztense, Kleya a higgadtság fontosságát hangsúlyozza. |     |                                              |                |                |                                           |
| 6. | 6.  | A Szem (The Eye)                             | Susanna White  | Dan Gilroy     | 2022. október 12. 2022. október 12.       |
| Gorn segítségével a lázadók bejutnak az őrségépületbe, úgy téve, mintha Gorn felettesét, Jayhold Beehaz parancsnokot kísérnék. Miközben a dhanisiak megérkeznek és elkezdik ünnepelni a „Szem” nevű jelenséget, a csoport túszul ejti Beehaz családját, megöl egy ezredest, és rákényszeríti Beehazt, hogy adjon nekik hozzáférést a fizetési páncélteremhez. Amikor a krediteket a szállítóhajóra pakolják, a Birodalom erői felfedezik őket. A tűzharc során Gorn és Taramyn meghal, Cinta pedig tisztnek álcázva gyalog menekül el, míg Cassian, Nemik, Skeen és Vel a szállítóhajóval távozik. Felszállás közben egy rögzítetlen rakomány összezúzza Nemiket, aki azonban így is képes Cassiant biztonságban átvezetni a „Szem”-en. Egy távoli bolygón landolnak, hogy ellássák Nemik súlyos sérüléseit, ekkor Skeen titokban azt javasolja Cassiannak, hogy árulják el Velt, és osszák el ketten a teljes zsákmányt. Cassian feldühödve, és saját életét is féltve, megöli Skeent, majd beszámol a beszélgetésről Velnek, és közli vele, hogy elviszi a neki ígért részt fizetségként, a többit pedig — a kristállyal együtt — ott hagyja neki. Vel átadja Cassiannak Nemik lázadó kiáltványát, ahogy az halála előtt kérte. Eközben a Coruscantra visszatért BBI-ügynökök összegyűlnek, hogy megtorlást tervezzenek a rablás miatt, Luthen pedig csendben ünnepel. |     |                                              |                |                |                                           |
| 7. | 7.  | Bejelentés (Announcement)                    | Benjamin Caron | Stephen Schiff | 2022. október 19. 2022. október 19.       |
| A Coruscanton Syril új munkát kezd a Szabványügyi Hivatalnál. Wullf Yularen ezredes bejelenti, hogy a BBI nagyobb megfigyelési és büntetőjogi hatásköröket kapott, miközben Dedrát Blevin azzal vádolja, hogy engedély nélkül fért hozzá birodalmi adatokhoz, megszegve a protokollt. Dedra meggyőzi feletteseiket munkája értékéről, és megkapja a Ferrix feletti felügyeletet. Luthen asszisztense, Kleya, utasítja Velt, hogy találja meg és ölje meg Cassiant, hogy megvédjék Luthen kilétét. Mon Mothma találkozik régi barátjával és bankár ismerősével, Tay Kolmával, és megkéri, hogy segítsen hozzáférni családi pénzeszközeihez. Cassian visszatér Ferrixre, hogy régi adósságait rendezze, és megtudja, hogy az emberek őt hibáztatják a birodalmi biztonsági szigorításért. A Ferrixen jelen lévő rohamosztagosok emlékeztetik arra, hogy örökbefogadó apját, Clemet, a Birodalom klón katonái gyilkolták meg egy Rix Road-i tiltakozás során. Cassian megpróbálja rávenni Maarvát, hogy hagyja el vele Ferrixet, de az asszony úgy dönt, hogy marad, és ellenáll az egyre növekvő birodalmi jelenlétnek. Cassian a Niamos nevű turista-paradicsomba utazik, és felveszi a „Keef Girgo” nevet. Néhány idővel később, miközben a tengerparton egy bolt felé sétál, egy partvédő katona igazságtalanul letartóztatja, mert állítólag menekült egy lázadó tevékenységek helyszínéről, majd hat év börtönbüntetésre ítélik.                                                             |     |                                              |                |                |                                           |
| 8. | 8.  | Narkina 5 (Narkina 5)                        | Toby Haynes    | Beau Willimon  | 2022. október 26. 2022. október 26.       |
| Cassiant egy Narkina 5 nevű szigeti börtönbe szállítják, ahol rájön, hogy ez valójában egy kényszermunkatábor, ahol több ezer rab gyárt Birodalmi gépeket. Munkavezetője, Kino Loy bevezeti őt a szigorú fegyelmi rendszerbe. Vel és Cinta Ferrixre utaznak, hogy Cassiant keressék. Amikor Maarva megbetegszik, Bix megpróbálja felvenni a kapcsolatot Luthennel Cassian hollétéről, de Luthen – attól tartva, hogy lehallgathatják – nem válaszol. Ezután Luthen elhagyja Coruscantot, hogy találkozzon Saw Gerrerával. Megpróbálja rávenni Gerrera lázadó sejtjét, hogy nyújtson légi támogatást Anto Kreegyr által szervezett rajtaütéshez a Spellhausban található Birodalmi erőmű ellen, de visszautasítják. Dedra kikérdezi Syrilt a ferrixi tapasztalatairól, de elutasítja a férfi ajánlatát, hogy segítsen a nyomozásban. Ezután személyesen vezeti az egységét Ferrixre, ahol elfogják Bixet. |     |                                              |                |                |                                           |
| 9. | 9.  | Senki sem hallgatózik! (Nobody's Listening!) | Toby Haynes    | Beau Willimon  | 2022. november 2. 2022. november 2.       |
| Dedra és a Birodalmi tudós, Dr. Gorst megkínozzák Bixet információkért, és kiderítik, hogy Cassian talán részt vett az Aldhani-rablásban. Azonban Bix tudáshiánya miatt nem tudnak meg semmit Luthenről, akit Dedra „Tengelynek” nevezett el, megfigyelve, hogy sok lázadó tevékenység körülötte összpontosul. A BBI elfog egy lázadó pilótát Kreegyr csoportjából, aki elárulja, hogy a Spellhausban lévő erőmű ellen rajtaütést terveznek. Mon Mothma újra találkozik Vellel, akiről kiderül, hogy az unokatestvére, és arra bátorítja, hogy maradjon háttérben, fenntartva a gazdag, politikától távol maradó fiatal nő látszatát. Mon Mothma és Tay Kolma tovább dolgoznak azon, hogy titokban pénzt gyűjtsenek a lázadó tevékenységekhez. Közben Cassian börtönmunkás-csapatának egyik idős tagja, Ulaf, stroke-ot kap, nem sokkal a szabadulása előtt. A börtönorvos, Dr. Rhasiv elaltatja, hogy megszabadítsa a szenvedéstől. Dr. Rhasiv ekkor megerősít egy nyugtalanító pletykát Cassiannak és Kinónak: egy rabot, akit „szabadon engedtek” a büntetése végén, visszaküldtek dolgozni ugyanabba a börtönbe, és a börtönőrök megöltek minden rabot azon a szinten, hogy eltussolják az ügyet. Cassian és Kino rájönnek, hogy soha nem fognak élve szabadulni. Cassian ráveszi Kinót, hogy csatlakozzon a szökési tervéhez. |     |                                              |                |                |                                           |
| 10. | 10. | Egy kiút van (One Way Out)                   | Toby Haynes    | Beau Willimon  | 2022. november 9. 2022. november 9.       |
| Cassian egy vízvezetékből áradó árvízzel megbénítja az egysége biztonsági rendszerét, így a rabok felülkerekedhetnek a kevés számú őrön, és megszökhessenek. Kino a börtön hangosbemondóján keresztül lázadásra buzdítja az egész intézményt, de elárulja, hogy nem tud úszni, ezért a szigeten kell maradnia. Cassian a többi szökevénnyel együtt a vízbe veti magát, és eléri a szárazföldet. Mon Mothma találkozik Davo Sculdunnal, egy kétes üzletemberrel, aki pénzügyi segítséget ajánl fel projektjeihez, de visszautasítja az ajánlatot, miután Sculdun azt kéri, hogy szervezzen találkozót 13 éves lánya, Leida, és az ő 14 éves fia között, a chandrilai elrendezett házasság hagyományának első lépéseként. A BBI felügyelője, Lonni Jung, aki titokban lázadó informátor, találkozik Luthennel, és tájékoztatja a BBI tevékenységeiről. A két férfi elgondolkodik rajta, hogy mindketten csapdába estek saját szerepeikben. |     |                                              |                |                |                                           |
| 11. | 11. | Ferrix leánya (Daughter of Ferrix)           | Benjamin Caron | Tony Gilroy    | 2022. november 16. 2022. november 16.     |
| Maarva meghal, ami nagy temetést von maga után Ferrixen; Dedra engedélyezi az eseményt abban a reményben, hogy Andor részt vesz rajta. Vel értesíti Kleyát Maarva haláláról, és megtudja Mon Mothma vonakodó tervét, hogy Leidát házasságra kényszerítse. Leida elkezd részt venni a chandrilai hagyományokat népszerűsítő összejöveteleken, ami komoly aggodalmat okoz Mon Mothmának és Velnek. Syril Linus Mosktól értesül a temetésről. Saw Gerrera az utolsó pillanatban úgy dönt, hogy segít Kreegyr Spellhaus elleni támadásában, de Luthen lebeszéli róla, felfedve, hogy a terv kiszivárgott a BBI-hez. A BBI gyanújának elkerülése érdekében Saw engedi, hogy Kreegyr és emberei csapdába essenek a Birodalmi erők által. Coruscant felé repülve Luthen elmenekül egy Birodalmi járőr elől, miközben több TIE vadászt és egy traktor-sugarat is megsemmisít. Narkina 5-ön, a kerediai Dewi és Freedi segítségével Cassian és a fogolytársa, Ruescott Melshi képesek megszökni a holdról, és visszaszerezni Cassian Niamos-on hagyott dolgait. Útjuk végén Cassian rájön, hogy Maarva meghalt, és a célja az lesz, hogy nyilvánosan leleplezze az igazságtalanságot a Birodalmi börtönrendszerben. |     |                                              |                |                |                                           |
| 12. | 12. | Rix Road (Rix Road)                          | Benjamin Caron | Tony Gilroy    | 2022. november 23. 2022. november 23.     |
| Cassian visszatér Ferrixre Maarva temetésére, és megtudja, hogy Bixet fogságba ejtették. Dedra és a helyi birodalmi helyőrség felkészülnek Andor elfogására. A birodalmi rajtaütést kihasználva Luthen – Vel és Cinta segítségével – azt tervezi, hogy megöli Cassiant, hogy megvédje a lázadók titkait. Az BBI-nek sikerül megállítania Kreegyr támadását, de nem hagynak túlélőket, ami feldühíti Dedrát. Leidát bemutatják Sculdun fiának. Maarva temetésén B2EMO lejátszik egy Maarvától származó felvételt, amely arra buzdítja a lakosságot, hogy harcoljanak a Birodalom ellen, ezzel zavargást szítva. A zűrzavar közben Cassian kiszabadítja Bixet, míg Syril megmenti Dedrát egy támadástól. B2EMO-val, Brassóval és többiekkel találkozva egy hajógyárban Cassian ráveszi őket, hogy vigyék el Bixet Ferrixről biztonságba. A ferrixi lázadás által megindítva Luthen visszatér a hajójához, ahol Cassian már vár rá. Tudva Luthen szándékait, Cassian kihívja: ölje meg, vagy vegye be a csapatába, mire Luthen elmosolyodik. A stáblista utáni droidok a Narkina 5 rabjai által gyártott gépeket szerelik a Halálcsillag tűzfészkébe. |     |                                              |                |                |                                           |

### 2. évad
| Sor. | Év. | Cím                                               | Rendező             | Író           | Premier                             |
| --- | --- | ------------------------------------------------- | ------------------- | ------------- | ----------------------------------- |
| 13. | 1.  | Egy évvel később (One Year Later)                 | Ariel Kleiman       | Tony Gilroy   | 2025. április 22. 2025. április 23. |
| Egy évvel a ferrixi felkelés után Cassian egy birodalmi tesztpilótának adja ki magát, hogy ellopjon egy új birodalmi hajó, a TIE Avenger prototípusát. Amikor egy dzsungellel borított holdra szállítja, egy civakodó gerillacsoport, a Maya Pei Brigád lesből rátámad. A mezőgazdasági Mina-Rau bolygón Bix, Brasso, Wilmon és B2EMO a Birodalom általi lelepleződéstől tartva egy helyi gazda be nem jelentett alkalmazottjaként dolgoznak; Bix még mindig Gorst kínzásának PTSD-jétől szenved. Chandrilán Mon Mothma lányának, Leidának az elrendezett házasságára készül, ám Tay Kolma közli vele, hogy pénzügyi befektetései rosszul alakultak. Orson Krennic egy titkos birodalmi tiszti megbeszélést felügyel, amelyen elhatározzák, hogy erővel szerzik meg a Ghorman bolygó ritka ásványkincseit, a küldetéshez Dedrát vonakodva osztják be. Dedra javasolja, hogy az anti-ghormani propagandát egészítsék ki egy gyenge felkelés kiprovokálásával, hogy hiteltelenítsék azt. A Maya Pei felkelők közötti feszültség tetőfokára hág, több társukat megölik, miközben Cassiant túszul ejtik. |     |                                                   |                     |               |                                     |
| 14. | 2.  | Sagrona Teema (Sagrona Teema)                     | Ariel Kleiman       | Tony Gilroy   | 2025. április 22. 2025. április 23. |
| A dzsungelholdon Cassiant fogva tartják, miközben a Maya Pei Brigád két területi frakcióra szakadt, és patthelyzet alakul ki köztük. Mina-Rau bolygón a Birodalmi tisztek ellenőrzik a munkások papírjait; Bix, Brasso és Wilmon úgy intézik, hogy a bolygó más részére költözzenek, elkerülve a felfedezést. Coruscanton Dedra és Syril, akik immár párként élnek együtt, egy rég halogatott társasági eseményre készülnek. Ahogy Leida esküvőjének előkészületei befejeződnek, Mothma megvitatja Luthennel Tay esetleges árulását, aki azt javasolja, próbálják felmérni Tay árát a Lázadás titkainak hallgatásáért. Cassian megszökik fogvatartóitól, miközben konfliktusuk fokozódik, és ellopott TIE Avengerével elmenekül a holdról (amelyről kiderül, hogy ez a Yavin 4). |     |                                                   |                     |               |                                     |
| 15. | 3.  | Aratás (Harvest)                                  | Ariel Kleiman       | Tony Gilroy   | 2025. április 22. 2025. április 23. |
| Cassian kapcsolatba lép Kleya Markival, és megtudja, milyen veszélyben vannak barátai Mina-Rau bolygón. Dedra és Syril vacsorát adnak Syril anyjának, Eedynek, aki közben többször lekicsinyli fiát, mire Dedra határozottan felállítja a határokat. Chandrilán Leida elrendezett házassága Stekan Sculdunnal megtörténik, amit fényűző fogadás követ. Amikor a Ferrixről menekülők Mina-Rauról indulnak, a birodalmi tiszt, Krole hadnagy szexuálisan bántalmazza Bixet, aki azonban erőszakos küzdelemben megöli őt. A következő összecsapásban Brasso egy rohamosztagos által életét veszti. Cassian a TIE Avengerrel érkezik, és legyőzi a birodalmi csapatokat. Bix és Wilmon a TIE Avengerrel menekül Cassiannal együtt, mindannyian mélyen megrendülve Brasso halála miatt. Mivel Tay hallgatásáért nem tudtak árat kitalálni, Luthen Mothmának közli, hogy úgy döntött, megöleti Tayt. Mon, kétségbeesve, ivással és tánccal próbálja feldolgozni a helyzetet, miközben Vel nézi, ahogy Tayt Cinta magával viszi. |     |                                                   |                     |               |                                     |
| 16. | 4.  | Jártál már a Ghormanon? (Ever Been to Ghorman?)   | Ariel Kleiman       | Beau Willimon | 2025. április 29. 2025. április 30. |
| Egy évvel a mina-rau-i incidens után Cassian és Bix Luthen megbízásából aktív ügynökként dolgoznak, és a Coruscanton bujkálnak; Bixet továbbra is rémálmok gyötrik. A Ghorman bolygón a Birodalom megkezdi egy fegyverraktár építését. Syril, Dedra és Partagaz támogatásával, pozíciót vállal Palmo-ban, Ghorman fővárosában, és a helyi lázadócsoportba, a Ghorman Frontba férkőzik be azzal, hogy színleg együtt érez ügyükkel. Amikor Jung felfedi, hogy Dedra titokban az BBI műveleteit felügyeli a bolygón, Luthen Cassiant küldi a lázadók felmérésére. Wilmon feladata, hogy megtanítsa Saw Gerrera hadnagyát, Plutit, hogyan állítsa be a rhydonium-kinyerő gépet – egy üzemanyagforrást a Birodalom csillaghajóihoz – amelyet el akarnak lopni. Eközben Mothma sikertelenül próbál támogatást szerezni ahhoz, hogy megakadályozza egy törvényjavaslat megújítását, amely széleskörű hatalmat biztosítana az BBI-nek. |     |                                                   |                     |               |                                     |
| 17. | 5.  | Barátok mindenütt (I Have Friends Everywhere)     | Ariel Kleiman       | Beau Willimon | 2025. április 29. 2025. április 30. |
| Kleya megtudja, hogy Sculdun vizsgálatot kíván indítani antik gyűjteményében, miután felfedezett egy hamisítványt. Ez veszélybe sodorja a galériájában elhelyezett lehallgatót, így Kleyának ki kell vonnia azt a közelgő befektetési ünnepségen. Cassian kapcsolatba lép a ghormani lázadókkal, akik egy fegyverszállítmány elfoglalását tervezik. Cassian azonban tapasztalatlannak ítéli őket, és elutasítja a tervet, ami csalódást és feszültséget kelt a csapatban. Eközben Syril Coruscantra küldi jelentését a készülő rajtaütésről, mire Partagaz és Dedra úgy döntenek, hogy hagyják kibontakozni az akciót, hogy felbátorítsák a lázadók mozgolódását és ezzel még több célpontot tárjanak fel. Saw, miután rájön, hogy Pluti áruló, megöli őt, és helyette Wilmont kényszeríti a rhydonium-kinyerő működtetésére a közelgő heist során. |     |                                                   |                     |               |                                     |
| 18. | 6.  | Ünnepi este (What a Festive Evening)              | Ariel Kleiman       | Beau Willimon | 2025. április 29. 2025. április 30. |
| Cassian ragaszkodik hozzá Luthennek, hogy Ghorman lázadói nincsenek felkészülve, és neheztel rá, amiért Luthen titokban kapcsolatba lépett Bixszel, hogy rávegye, térjen vissza az akcióba. Luthen szemére veti, hogy rövidlátó, és inkább Velt és Cintát küldi, hogy segítsenek a lázadóknak végrehajtani a rablást. Vel és Cinta teljesen kibékülnek és újra fellángol köztük a románc. A rablás sikeres, ám az egyik harcos megszegi Vel parancsát, fegyvert hoz magával, és egy járókelő közbelépése miatt véletlenül megöli Cintát, ami lesújtja Velt. Sculdun beiktatási partiján Krennic és Mothma vitatkoznak a háború erkölcsi kérdéseiről, miközben Kleya Jung segítségével elterelést teremt, hogy kiszabadítsa a lehallgató poloskát. Bix betör Gorst új irodájába, és saját kínzóeszközét használja ellene, mielőtt Cassiannal együtt távozna, aki távolról felrobbantja a létesítményt. |     |                                                   |                     |               |                                     |
| 19. | 7.  | A hírnök (Messenger)                              | Janus Metz          | Dan Gilroy    | 2025. május 6. 2025. május 7.       |
| Egy évvel később a Lázadók már összehangolt katonai műveleteket indítanak a Yavin IV-en, ahol Cassian és Bix élnek. Wilmon elmondja nekik, hogy Dedra Ghormanon tartózkodik, – ahol a lázadó tevékenységeket az állami propaganda külföldi felforgatók által szított terrorizmusként állítja be – és bátorítja Cassiant, hogy segítsen meggyilkolni őt. Bár Cassian aggódik amiatt, hogy a küldetés Luthentől származik, végül beleegyezik, és Wilmonnal Ghormanra utazik. Egy Erő-gyógyító közben Bixnek elárulja, hogy Cassian kulcsfontosságú lesz a Lázadás számára. Ghormanon Dedra pozícióját ideiglenesen átveszi Kaido kapitány, akit Partagaz küldött a bolygó birodalmi elnyomásának felügyeletére, míg Syril elkezdi kétségbe vonni Dedra állítását a külső felforgatókról, tekintettel a lázadókkal szerzett tapasztalataira. |     |                                                   |                     |               |                                     |
| 20. | 8.  | Ki vagy te? (Who Are You?)                        | Janus Metz          | Dan Gilroy    | 2025. május 6. 2025. május 7.       |
| Kaido tüntetést szít Palmo főterén, miközben lezárja a kijáratokat, és szándékosan tapasztalatlan rohamrendőröket vezényel a feszült tömeg közé. A tüntetőkkel együtt a térre érkező Syril felismeri saját szerepét a Birodalom manipulatív akcióinak elősegítésében, majd erőszakosan szembeszáll Dedrával az irodájában, és rákényszeríti, hogy mondja el az igazságot a Birodalom ghormani szándékairól, mielőtt dühösen elviharzik. Partagaz utasítására Dedra vonakodva parancsot ad egy birodalmi mesterlövésznek, hogy lőjön le egy rohamrendőrt, ezzel fegyveres összecsapást robbantva ki a lázadók és a birodalmi erők között. A tüntetők menekülni próbálnak, ám a Birodalom lézerágyútüze és a KX biztonsági droidok lemészárolják őket. A káosz közepette a kábult Syril a téren bolyong, míg Cassian Dedra meggyilkolására készül az irodája ablakán át. Kettejük között harc tör ki, Syril fölénybe kerül, de habozik lelőni Andort, mielőtt végzetesen rálő Carro Rylanz, a ghormani lázadóvezér. A felkelők végül sikeresen megbénítanak egy KX végrehajtó droidot egy páncélozott szállítóval történő ütközéssel. Cassian elmenekül Ghormanról a droiddal, míg Wilmon hátramarad, hogy segítsen ghormani barátnőjének, Dreenának sugárzásba adni a híreket a galaxisnak. Az események után Dedra és Eedy külön-külön szembesülnek veszteségeikkel, miközben a birodalmi hírcsatornák külső felforgatókat tesznek felelőssé a történtekért.   |     |                                                   |                     |               |                                     |
| 21. | 9.  | Üdvözlünk a Lázadásban (Welcome to the Rebellion) | Janus Metz          | Dan Gilroy    | 2025. május 6. 2025. május 7.       |
| A ghormani mészárlás utóhatásaként a Birodalom lázadásként állítja be az incidenst. Mothma megírja a Szenátus számára szánt beszédét, amelyben elítéli Palpatine császárt, és felkészül arra, hogy Yavin IV-re meneküljön. Bail Organa szenátor úgy dönt, hogy hátramarad, és titokban támogatja tovább a Lázadást. Luthen megtudja Jungtól, hogy Organa biztonsági csapata kompromittálódott, ezért Cassiant bízza meg Mothma kimenekítésével Coruscantról. Időközben Luthen összetűzésbe kerül Mothmával a Lázadáson belüli ármányai mélysége miatt, valamint amiatt, hogy megölette Tayt. Organa segítségével Mothma felszólal a Szenátusban, ahol erőteljesen elítéli Palpatine császárt és a népirtó Birodalmat, amely manipulálja az igazságot. Cassian meggyőzi Mothmát, hogy távozzon vele, megöli Organa rivális biztonsági csapatának kémét és Klorist, Mothma BBI által beépített sofőrjét; majd elviszi Mothmát egy coruscanti rejtekhelyre, ahol nyíltan a Lázadás mellé állítja magát. Cassian elkíséri a sérült Wilmont Yavin IV-re. A közelmúlt eseményei által megrendülve Cassian elhatározza, hogy távozik, és új életet kezd Bixszel. Ám Bix az éjszaka folyamán elmegy, hátrahagyva Cassian számára egy üzenetet, amelyben arra kéri, hogy maradjon, és segítsen a Lázadásnak, megígérve, hogy ha győznek, újra megtalálja őt. Később a technikusok átprogramozzák K-2SO-t, a zsákmányolt KX droidot, hogy a Lázadás szolgálatába álljon. |     |                                                   |                     |               |                                     |
| 22. | 10. | Állítsd meg (Make It Stop)                        | Alonso Ruizpalacios | Tom Bissell   | 2025. május 13. 2025. május 14.     |
| 23. | 11. | Ki tudja még? (Who Else Knows?)                   | Alonso Ruizpalacios | Tom Bissell   | 2025. május 13. 2025. május 14.     |
| 24. | 12. | Jedha, Kyber, Erso (Jedha, Kyber, Erso)           | Alonso Ruizpalacios | Tom Bissell   | 2025. május 13. 2025. május 14.     |

## A sorozat készítése
Bob Iger, a Disney vezérigazgatója 2017 novemberében jelentette be, hogy a Disney és a Lucasfilm élőszereplős Star Wars tévésorozatot fejleszt az új streaming szolgáltatás, a Disney+ számára. 2018 februárjában pontosította, hogy több sorozat is fejlesztés alatt áll, és az egyiket még novemberben leplezték le, mint a Zsivány Egyes című film előzményét. A sorozatot egy kémthriller sorozatként írták le, amely Cassian Andor karakterére fókuszál, Diego Luna pedig a filmből megismétli a szerepét. A gyártás várhatóan 2019-ben kezdődött volna, miután Luna befejezte a Narcos: Mexikó második évadának forgatását. A sorozatot eredetileg Jared Bush alkotta, aki a bevezető rész forgatókönyvet és a sorozat bibliáját írta a projekthez.
2018 novemberének végére Stephen Schiff lett a sorozat showrunnere és vezető producere. 2018. november végén Tony Gilroy, aki a Zsivány Egyes társszerzőjeként szerepelt, és a film kiterjedt újraforgatásait felügyelte, 2019 elejére csatlakozott a sorozathoz, amikor is az első történet részleteit megbeszélte Lunával. 2019 júliusában Rick Famuyiwa a korai tárgyalások szerint több epizód rendezője lett, miután ugyanezt tette az első élőszereplős Star Wars-sorozat, A Mandalóri esetében is. Gilroy bevonására még októberben fény derült, amikor is úgy volt, hogy ő írja az első epizódot, több epizódot rendez, és Schiff mellett dolgozik; Gilroy 2020 áprilisára hivatalosan is leváltotta Schiffet a showrunner poszton. 2020-ig hat hétig zajlott a sorozat előzetes forgatása az Egyesült Királyságban, de a Covid19-pandémia miatt ezt leállították, és a sorozat gyártását elhalasztották.

## Díjak és elismerések
| Év   | Díj                                     | Kategória                                                          | Díjazott | Eredmény | Forr.         |
| ---- | --------------------------------------- | ------------------------------------------------------------------ | --- | -------- | ------------- |
| 2022 | British Society of Cinematographers-díj | Legjobb fényképezés (televíziós drámasorozat)                      | Adriano Goldman (az "Egy kiút van" c. epizódért) | Jelölve  | [ 18 ]        |
| 2023 | American Cinema Editors-díj             | Legjobb vágás (drámasorozat)                                       | Simon Smith (az "Egy kiút van" c. epizódért) | Elnyerte | [ 19 ] [ 20 ] |
| 2023 | Art Directors Guild-díj                 | Legjobb látványtervezés (egyórás, egykamerás fantasy sorozat)      | Luke Hull (a "Rix Road" c. epizódért) | Jelölve  | [ 21 ]        |
| 2023 | BAFTA-díj                               | Legjobb női mellékszereplő                                         | Fiona Shaw | Jelölve  | [ 22 ]        |
| 2023 | BAFTA-díj                               | Legjobb vágás (fikció)                                             | Frances Parker (a "Bejelentés" c. epizódért) | Jelölve  | [ 22 ]        |
| 2023 | BAFTA-díj                               | Legjobb speciális, vizuális effektek                               | Finally, Mohen Leo, TJ Falls, Richard Van Den Bergh és Jean-Clément Soret                                                                                   | Jelölve  | [ 22 ]        |
| 2023 | Critics' Choice-díj                     | Legjobb drámasorozat                                               | Andor | Jelölve  | [ 23 ]        |
| 2023 | Critics' Choice-díj                     | Legjobb színész (drámasorozat)                                     | Diego Luna | Jelölve  | [ 23 ]        |
| 2023 | Critics' Choice Super-díj               | Legjobb sci-fi/fantasy sorozat                                     | Andor | Elnyerte | [ 24 ]        |
| 2023 | Critics' Choice Super-díj               | Legjobb színész (sci-fi/fantasy sorozat)                           | Diego Luna | Jelölve  | [ 24 ]        |
| 2023 | Critics' Choice Super-díj               | Legjobb színésznő (sci-fi/fantasy sorozat)                         | Fiona Shaw | Jelölve  | [ 24 ]        |
| 2023 | Golden Globe-díj                        | Legjobb férfi főszereplő (televíziós drámasorozat)                 | Diego Luna | Jelölve  | [ 25 ]        |
| 2023 | Golden Reel-díj                         | Legjobb hangvágás                                                  | David Acord, Margit Pfeiffer, J.R. Grubbs, Shaun Farley, John Roesch, Shelley Roden (a "Leszámolás" c. epizódért)                                           | Jelölve  | [ 26 ]        |
| 2023 | MTV Movie & TV Awards                   | Legjobb hős                                                        | Diego Luna | Jelölve  | [ 27 ]        |
| 2023 | MTV Movie & TV Awards                   | Legjobb küzdelmi jelenet                                           | Menekülés a Narkina 5-ről | Jelölve  | [ 27 ]        |
| 2023 | Peabody-díj                             | Szórakoztatás                                                      | Andor | Elnyerte | [ 28 ]        |
| 2023 | Producers Guild of America-díj          | Legjobb producer epizodikus drámasorozatban                        | Sanne Wohlenberg, Tony Gilroy, Kathleen Kennedy, Diego Luna, Toby Haynes, Michelle Rejwan                                                                   | Jelölve  | [ 29 ]        |
| 2023 | Society of Composers & Lyricists-díj    | Legjobb zeneszerzés televízióra                                    | Nicholas Britell | Jelölve  | [ 30 ]        |
| 2023 | TCA-díj                                 | Az év programja                                                    | Andor | Jelölve  | [ 31 ]        |
| 2023 | TCA-díj                                 | Legjobb új program                                                 | Andor | Jelölve  | [ 31 ]        |
| 2023 | TCA-díj                                 | Legjobb teljesítmény (dráma)                                       | Andor | Jelölve  | [ 31 ]        |
| 2023 | Screen Actors Guild-díj                 | Legjobb kaszkadőr szereplőgárda egy vígjáték- vagy drámasorozatban | Andor | Jelölve  | [ 32 ]        |
| 2023 | Visual Effects Society-díj              | Legjobb készített háttér (epizód, reklám vagy valós idejű projekt) | Pedro Santos, Chris Ford, Jeff Carson-Bartzis, Alex Murtaza (a "Leszámolás" c. epizódért)                                                                   | Jelölve  | [ 33 ]        |
| 2023 | Writers Guild of America-díj            | Legjobb drámasorozat                                               | Dan Gilroy, Tony Gilroy, Stephen Schiff, Beau Willimon | Jelölve  | [ 32 ]        |
| 2023 | Writers Guild of America-díj            | Legjobb új sorozat                                                 | Dan Gilroy, Tony Gilroy, Stephen Schiff, Beau Willimon | Jelölve  | [ 32 ]        |
| 2024 | Astra Creative Arts TV-díj              | Legjobb vendégszereplő (drámasorozat)                              | Andy Serkis | Jelölve  | [ 34 ]        |
| 2024 | Astra Creative Arts TV-díj              | Legjobb színészválogatás (drámasorozat)                            | Andor | Jelölve  | [ 34 ]        |
| 2024 | Astra Creative Arts TV-díj              | Legjobb fantasy vagy sci-fi jelmezek                               | Andor | Jelölve  | [ 34 ]        |
| 2024 | Astra Creative Arts TV-díj              | Legjobb kaszkadőr mutatványok                                      | Andor | Jelölve  | [ 34 ]        |
| 2024 | Astra TV-díj                            | Legjobb streaming sorozat (dráma)                                  | Andor | Jelölve  | [ 34 ]        |
| 2024 | Astra TV-díj                            | Legjobb színész (streaming drámasorozat)                           | Diego Luna | Jelölve  | [ 34 ]        |
| 2024 | Astra TV-díj                            | Legjobb férfi mellékszereplő (streaming drámasorozat)              | Stellan Skarsgård | Jelölve  | [ 34 ]        |
| 2024 | Astra TV-díj                            | Legjobb női mellékszereplő (streaming drámasorozat)                | Genevieve O'Reilly | Jelölve  | [ 34 ]        |
| 2024 | Astra TV-díj                            | Legjobb rendezés (streaming drámasorozat)                          | Benjamin Caron (a "Rix Road" c. epizódért) | Jelölve  | [ 34 ]        |
| 2024 | Astra TV-díj                            | Legjobb forgatókönyv (streaming drámasorozat)                      | Tony Gilroy (a "Rix Road" c. epizódért) | Jelölve  | [ 34 ]        |
| 2024 | Primetime Creative Arts Emmy-díj        | Legjobb cinematográfia (egy órás sorozat)                          | Damián García (a "Rix Road" c. epizódért) | Jelölve  | [ 35 ]        |
| 2024 | Primetime Creative Arts Emmy-díj        | Legjobb zeneszerzés (sorozat)                                      | Nicholas Britell (a "Rix Road" c. epizódért) | Jelölve  | [ 35 ]        |
| 2024 | Primetime Creative Arts Emmy-díj        | Legjobb eredeti főcímzene                                          | Nicholas Britell | Jelölve  | [ 35 ]        |
| 2024 | Primetime Creative Arts Emmy-díj        | Legjobb hangvágás (egy órás vígjáték- vagy drámasorozat)           | David Acord, Margit Pfeiffer, Richard Quinn, Jonathan Greber, J.R. Grubbs, John Finklea, Shaun Farley, Shelley Roden és John Roesch ("A Szem" c. epizódért) | Jelölve  | [ 35 ]        |
| 2024 | Primetime Creative Arts Emmy-díj        | Legjobb különleges, vizuális effektek (egy évad vagy tévéfilm)     | Mohen Leo, TJ Falls, Richard Van Den Bergh, Neal Scanlan, Liyana Mansor, Scott Pritchard, Joseph Kasparian, Jelmer Boskma és Jean-Clément Soret             | Jelölve  | [ 35 ]        |
| 2024 | Primetime Emmy-díj                      | Legjobb drámasorozat                                               | Andor | Jelölve  | [ 35 ]        |
| 2024 | Primetime Emmy-díj                      | Legjobb rendezés (drámasorozat)                                    | Benjamin Caron (a "Rix Road" c. epizódért) | Jelölve  | [ 35 ]        |
| 2024 | Primetime Emmy-díj                      | Legjobb forgatókönyv (drámasorozat)                                | Beau Willimon (az "Egy kiút van" c. epizódért) | Jelölve  | [ 35 ]        |
| 2024 | Szaturnusz-díj                          | Legjobb televíziós sci-fi sorozat                                  | Andor | Jelölve  | [ 36 ]        |
| 2024 | Szaturnusz-díj                          | Legjobb új televíziós sorozat                                      | Andor | Elnyerte | [ 36 ]        |
| 2024 | Szaturnusz-díj                          | Legjobb televíziós színész                                         | Diego Luna | Jelölve  | [ 36 ]        |
| 2024 | Szaturnusz-díj                          | Legjobb televíziós női mellékszereplő                              | Genevieve O'Reilly | Jelölve  | [ 36 ]        |
| 2024 | Szaturnusz-díj                          | Legjobb televíziós vendégszereplő                                  | Andy Serkis | Jelölve  | [ 36 ]        |

## További információ
- Hivatalos oldal
- Andor a Facebookon
- Andor az Internet Movie Database-ben (angolul)
- Andor a Rotten Tomatoeson (angolul)
- Andor a Box Office Mojón (angolul)